# Giuseppe Moccia
Pour les articles homonymes, voir Moccia.
Giuseppe Moccia, connu aussi sous le nom de Pipolo, né le 22 juin 1933 à Viterbe et mort à Rome le 20 août 2006  à Rome, est un réalisateur et scénariste italien. Il est notamment connu pour ses réalisations et travaux avec Franco Castellano,.

## Biographie
Giuseppe Moccia est le père du réalisateur, scénariste et écrivain Federico Moccia.

## Filmographie partielle

### Comme scénariste
- 1959 : L'Ennemi de ma femme (Il Nemico di mia moglie) de Gianni Puccini
- 1959 : Quando gli angeli piangono de Marino Girolami
- 1960 : Caccia al marito de Marino Girolami
- 1961 : 5 marines per 100 ragazze de Mario Mattoli
- 1961 : La ragazza sotto il lenzuolo de Marino Girolami
- 1961 : Mission ultra-secrète (Il federale) de Luciano Salce
- 1962 : Elle est terrible de Luciano Salce
- 1962 : Les Dernières aventures de Fra Diavolo (Diavolo) de Giorgio Simonelli et Miguel Lluch
- 1963 : Obiettivo ragazze de Mario Mattoli
- 1965 : Aujourd'hui, demain et après-demain (Oggi, domani, dopodomani) (coréalisé avec Eduardo De Filippo et Marco Ferreri)
- 1966 : L'Espion qui venait du surgelé (Le spie vengono dal semifreddo) de Mario Bava
- 1966 : Deux bidasses et le général (Due marines e un generale) de Luigi Scattini
- 1966 : Comment j'ai appris à aimer les femmes (Come imparai ad amare le donne) de Luciano Salce
- 1967 : Il giovedì de Dino Risi
- 1974 : Vive la quille ! de Mino Guerrini
- 1976 : La Grande Bagarre de Pasquale Festa Campanile
- 1977 : Tre tigri contro tre tigri de Sergio Corbucci et Steno
- 1980 : Le Vieux Garçon de Franco Castellano et lui-même
- 1981 : Asso de Franco Castellano et lui-même
- 1981 : Nu de femme (Nudo di donna) de Nino Manfredi
- 1984 : Il ragazzo di campagna de Franco Castellano et lui-même

### Comme réalisateur
- 1980 : Le Vieux Garçon (Il bisbetico domato) coréalisé avec Franco Castellano
- 1981 : Asso coréalisé avec Franco Castellano
- 1984 : Il ragazzo di campagna coréalisé avec Franco Castellano
- 1986 : Grandi magazzini coréalisé avec Franco Castellano
- 1988 : Mia moglie è una bestia coréalisé avec Franco Castellano